# Likile
Pour les articles homonymes, voir Nyanga.
Le likile est une langue bantoue parlée dans le territoire de Basoko dans la province de la Tshopo en République démocratique du Congo.